# Murray Davidson
Murray Davidson (Edimburgo, 7 marzo 1988) è un ex calciatore scozzese, di ruolo centrocampista.

## Palmarès

### Club

#### Competizioni nazionali
- Coppa di Scozia: 2

St. Johnstone: 2013-2014, 2020-2021
- Coppa di Lega scozzese: 1

St. Johnstone: 2020-2021